# 위자드웍스
위자드웍스는 모바일 클라우드 유틸리티를 주 사업 영역으로 하는 대한민국의 회사로, 2006년에 대표이사 표철민을 비롯한 6명의 인원으로 설립되었다. 2013년 기준으로 개인화 포털 위자드닷컴과, 클라우드 유틸리티 서비스인 솜노트와 솜투두를 운영하고 있다. 2007년 레드헤링에서 아시아 200대 유망 벤처기업에 선정되었고, 2009년 표철민 대표가 비즈니스위크 아시아 대표 젊은 기업가 25인으로 선정, 2013년에는 한국컨텐츠진흥원 선정 '국가 대표 모바일 서비스'로 MWC 2013에 서비스를 전시하였다.

## 역사

### 설립과위자드닷컴
설립자 표철민은 대학교 2학년, 액센츄어의 인턴으로 활동하던 중 우연히 접한 웹2.0에 대한 기사를 읽고 웹 OS 개발을 목표로 회사를 창업하였다. 위자드웍스라는 이름은 연세대학교의 학생벤처센터에 사무실 입주를 신청하기 위해 작성한 신청서에 넣을 회사명을 고민하던 중, 우연히 표철민 대표가 가지고 있던 wzd.com 도메인에서 따 온 것이다. 그러나 웹 OS라는 아이템은 네트워크의 제약과 웹 브라우저의 속도 문제로 인해 개발이 어려웠고, 이를 당시의 기술 수준으로 낮춘 개인화 포털로 사업의 방향을 잡았다. 2006년 8월 19일, wzd.com이라는 도메인으로 위자드닷컴이 서비스를 개시했다. 이는 대한민국에서 최초, 세계 여섯 번째 개인화 포털 사이트였다.
위자드닷컴은 2007년 5월까지 10개월 간 3만여 명의 회원을 확보, 올블로그에 이어 국내 웹 2.0 서비스 중 2위를 차지하였고, 2007년 9월 22일 위자드닷컴: 두 번째 이야기로 2.0버전 판올림을 시행했다. 이 때부터 WZDAPI를 통해 사용자가 위젯을 직접 제작할 수 있게 되었으며, 11월부터는 마이젯이라는 기능을 발표, 위자드닷컴의 위젯을 블로그에 설치할 수 있게 하였다. 이는 위자드웍스의 사업 방향이 위젯으로 전환되는 계기가 되었다.

### 위젯과위자드팩토리
2008년 유니클락의 성공으로 마케팅에서 위젯의 가능성에 대해 재평가가 이루어지면서, 위자드웍스는 위젯 마케팅을 국내에 도입하는 것을 목표로 했다. 월스트리트 인스티튜트와 함께 개발한 W위젯이 출시 200일만에 86,000개 블로그 설치, 1억 3,000만 페이지 뷰를 기록 하여 유례없는 위젯 마케팅이 성공하였다. 이후 싸이월드, 다음, 파란, 구글, 야후 등과의 제휴로 포털 사이트들에게 위젯을 제공하고, 11월 위젯 플랫폼을 표방한 위자드팩토리가 서비스를 시작하였다. 그러나 기대 이하의 트래픽으로 고전하던 중, 2009년 6월 네이버와의 전격적인 제휴를 체결하였다. 2009년 5월 대한민국 웹사이트 트래픽 순위 1,221위에서 2개월만에 100위권으로 진입하였고, 1년 뒤인 2010년 5월에는 7위에 오르는 등 급격히 성장하였다. 위자드팩토리가 운영을 종료한 2012년 9월 24일까지 4억 7,697만명의 순방문자(UV)에게 위자드팩토리의 위젯이 제공되었고, 총 55억 3,029만 회의 위젯이 서비스 되었다.

### 솜클라우드
2009년 후반기부터 위자드웍스는 사업 방향을 모바일로 전환하였다. 2011년 말까지 150여종의 모바일 애플리케이션을 개발, 누적 800만 다운로드를 기록했다. 표철민 대표는 위자드웍스 블로그의 2011년 하반기 공개채용 글에서, 공식적으로 '클라우드 응용 서비스'를 위자드웍스의 중심 서비스로 내세운다는 계획을 밝혔다. 서비스 제품군을 통틀어 '솜클라우드'라고 명명하고, 세부 서비스로 2012년 4월 클라우드 노트 서비스인 솜노트를, 8월 할 일 관리 서비스인 솜투두를 출시했다. 2013년 8월 기준 솜클라우드의 애플리케이션 다운로드 수는 117만 4천 건, 가입 회원 수 45만 5천명을 기록하여 대중적인 노트 서비스로 자리잡았다. 2013년 7월에는 스마트펜인 솜펜 패키지를 출시하였다. 2013년 내에 솜클라우드 개발자 센터, 솜홈, 솜캘린더 등의 추가적인 서비스를 제공할 예정이다.

## 운영 중인 서비스
2006년에 서비스를 시작한 위자드닷컴은 2013년 기준으로 운영 중이며 소수 사용자가 2013년에 이르러서까지 이용하고 있지만, 추가적인 업데이트는 제공하고 있지 않다. 위젯 서비스는 2012년 9월 24일 위자드팩토리가, 2012년 10월 19일 위자드닷컴 마이젯 서비스가 종료됨으로써 더 이상 제공되지 않는다. 2013년 기준으로 업데이트 및 운영을 지속하는 서비스는 솜클라우드가 유일하다.

## 위자드웍스의 문화
위자드웍스의 문화는 '한국의 구글'을 표방하고 있다. 2007년부터 모든 다과와 휴게시설을 무료로 제공하고, 사원이 신청하는 모든 간식을 회사에 무료로 비치하고 있다. 또한 '학습조직'을 지향하여 자기계발용 도서 신청시 구매 후 회사 비치, 컨퍼런스 및 세미나 자유 참가 및 참가비 지원을 채용 시의 '처우 및 혜택'에 규정해두고 있다.

## 같이 보기
- 솜노트
- 솜투두
- 위자드닷컴